# Glenn Danzig

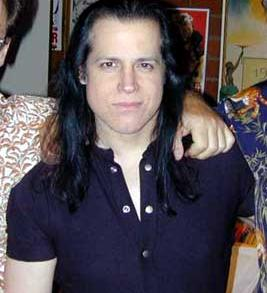
Glenn Danzig

Glenn Danzig, geboren als Glenn Allen Anzalone (Lodi (New Jersey), 23 juni 1955), is een Amerikaans zanger, songwriter, muzikant en zakenman. Hij wordt gezien als de grondlegger van het horrorpunk-genre als frontman van The Misfits, Samhain en Danzig.
Hij staat bekend om zijn lage, herkenbare stem, vergelijkbaar met Elvis Presley, Jim Morrison en Howlin' Wolf. Zijn teksten zijn vaak grof, gewelddadig, erotisch en bloedig.
Verder is hij een enthousiast fan van gewelddadige en erotische comics, en heeft hij zijn eigen uitgeverij, Verotik genaamd.
- Gemeinsame Normdatei: 134704282
- International Standard Name Identifier: 0000 0000 6323 1229
- Library of Congress Control Number: n91117123
- MusicBrainz: f0bec136-82e8-4fcb-8172-421d9c542d09
- Nationale Bibliotheek van Tsjechië: xx0065331
- Nationale Bibliotheek van Israël: 987007350107205171
- Virtual International Authority File: 45949014
- WorldCat: E39PBJdgVVygDKjtMYwvvTqqQq